# ボストン郵便道路
ボストン郵便道路（ボストンゆうびんどうろ、英:Boston Post Road）とは、ニューヨーク市とマサチューセッツ州ボストン間の郵便配達経路で、のちに米国で最初の主要な高速道路の1つに進化したシステムルートである。
3つの主要路線として、南部のロウアー郵便道路（ロードアイランド州プロビデンスを経由して沿岸に沿っていく現在の国道1号線 (アメリカ合衆国)）、北部のアッパー郵便道路（コネチカット州ニューヘイブンからマサチューセッツ州スプリングフィールドを経由する現在の国道5号線 (アメリカ合衆国)および国道20号線 (アメリカ合衆国)）、中央のミドル郵便道路（コネチカット州ハートフォードでアッパー郵便道路から分岐して、ポムフレット(コネチカット州)経由でボストンまで北東方向に走る道）があった。
いくつかの町で、ボストン郵便道路付近の地域がアメリカ合衆国国家歴史登録財となっている、というのも（郵便道路は）しばしば地域で最初の道路だったため、一部の歴史的に重要な建造物がそれに沿って建築されたからである。ライ (ニューヨーク州)にある道路の一部を含むボストン郵便道路の歴史地区は、アメリカ合衆国国定歴史建造物に指定されている。この郵便道路は18世紀からのマイルストーンが有名で、その多くが今日まで現存している。コネチカット州の一部（一般的にハートフォードの東）では、ルート6号線としても知られている。

## 歴史
アッパー郵便道路はもともとピクォート族の小路と呼ばれ、ヨーロッパ人が到着する遥か以前からアメリカ先住民族によって使用されていた。多くの場所に先住民が踏み均してできたこれら重要な道が幾つかあり、道幅は2フィート(60cm)ほどだった。
現在、コネチカット旧道や湾岸道(Bay Path)と呼ばれるものは、1645年11月にジョン・ウィンスロップ (ザ・ヤンガー)がボストンからスプリングフィールドへ旅行するために使用されたもので、これらがアッパー郵便道路の基盤の多くを形成している。
入植者たちはまず、この道を使って騎馬郵便で手紙を送り届けた。1673年1月1日にアッパー郵便道路で展開する最初の騎馬が始まった。その後、新たに開拓された道が広がって平らかになり、馬引きの荷馬車や駅馬車がこの道路を利用できるようになった。1783年10月、最初に成功したレヴィ・ピアース(Levi Pease)の長距離駅馬車サービスが、アッパー郵便道路に沿って開始された。
19世紀に、有料道路会社がその道路区画を引き継いで改良した。さまざまな経路の大部分が、いまだに「キングズ・ハイウェイ」や「ボストン・ポスト・ロード（ボストン郵便道路）」と呼ばれている。この郵便道路の多くは現在、US国道1号線とUS国道5号線およびUS国道20号線である。
マイルストーンは、ニューヨークのブロードウェイとウォール街（フェデラル・ホールの西側1ブロック）の交差点、および現在のマサチューセッツ有料道路(en)付近にあるワシントン・ストリート (マンハッタン)上の旧ボストン市境線から測定された。
ロクスベリー (ボストン)にあるワシントン・ストリート上の伸展道路に路面電車を走らせるため、1853年にメトロポリタン鉄道会社が認可され、現在はMBTAシルバーラインが運行されている。1925年に、アッパーおよびロウアーのボストン郵便道路がUS国道1号線およびUS国道20号線に指定された（ただし20号線はその後実質的に変更されている）。

## ニューヨーク

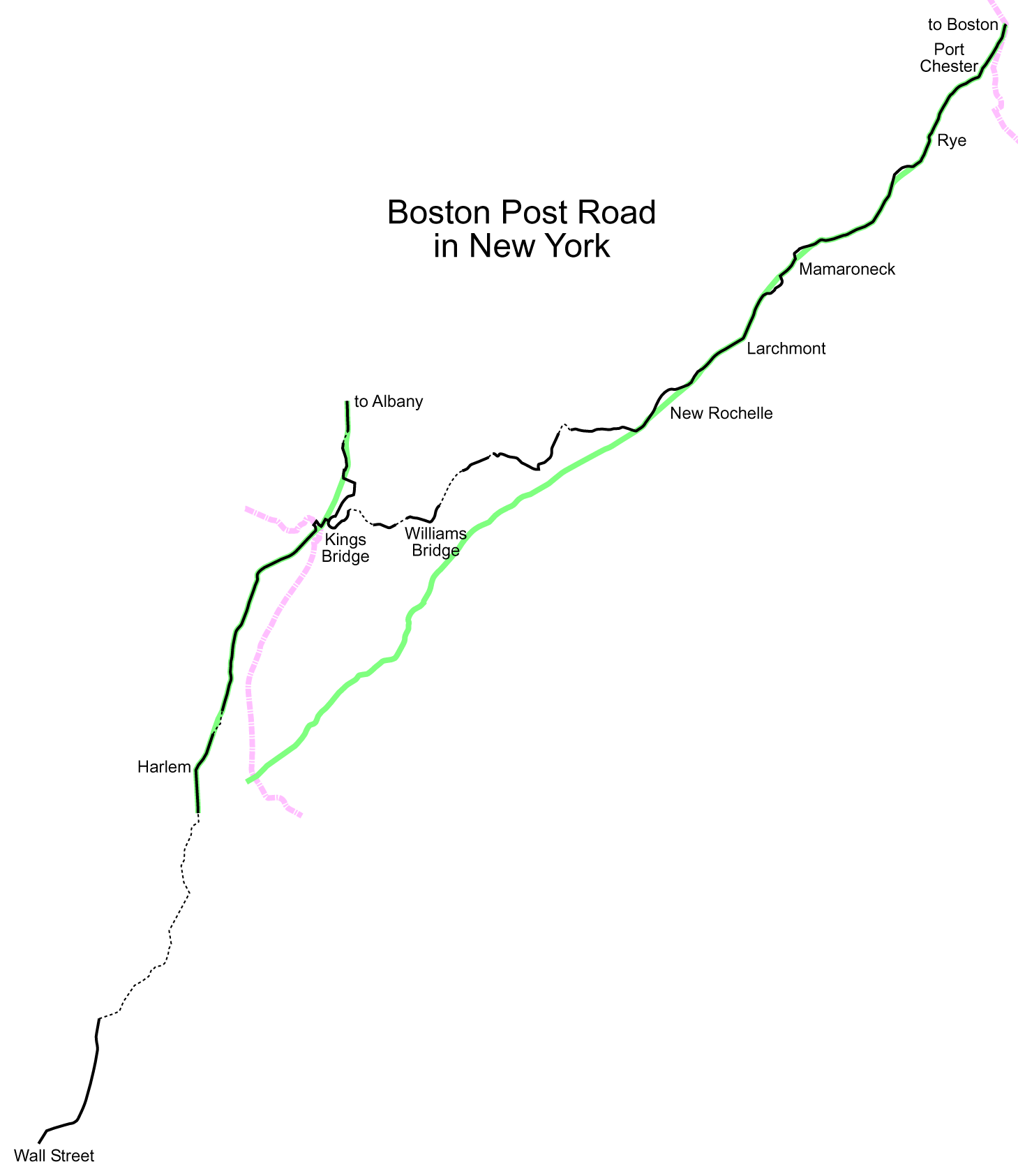
ニューヨークの郵便道路

### マンハッタン区
イースタン（東部）郵便道路として知られていたマンハッタンの経路の多くは、当初1811年委員会計画の一環として進められていた現在の方格設計が整備された時の、1839-1844年の間に放棄された。以下の区画は今でも現存している。
- ブロードウェイ - パーク・ロウ - バワリー - 4番街 - ブロードウェイのウォール街（郵便道路の南端）からマディソン・スクエアまで。
- セントラル・パークの北側で郵便道路がそのコースを再開する前のミッドタウンには大きな途絶区間がある。
- セント・ニコラス・アベニュー - ブロードウェイ。セントニコラスアベニューの110丁目から（145丁目付近で再配置があり）、169丁目でブロードウェイに切り替わって228丁目まで続く。
- 228丁目 - ブロードウェイから旧ハーレム川の土手を超えてキングズブリッジ(en)までのキングズブリッジ・アベニュー（ハーレム川のコースは1895年に変更された）。

これらのマイルストーンはかつてマンハッタンに存在した。
- 1 - バワリーの西側、リビングトン・ストリート(en)付近[6]
- 2 - アスター・プレイス と4番街の南西角
- 3 - マディソン・アベニューと26丁目
- 4 - 3番街の東側、45丁目と46丁目の中間地点
- 5 - 2番街の西側、62丁目
- 6 - 3番街と81丁目の北西角
- 7 - セントラルパーク内、5番街の西、97丁目と98丁目の間
- 8 - セント・ニコラス・アベニュー西側、115丁目と116丁目の間
- 9 - セント・ニコラス・アベニュー西側、133丁目北側境界の向かい
- 10 - セント・ニコラス・アベニューの南西角と152丁目
- 11 - ブロードウェイ西側、170丁目または171丁目付近
- 12 - ブロードウェイ西側、189丁目またはその付近
- 13 - ブロードウェイ東側、アカデミー・ストリートと204丁目の間
- 14 - ブロードウェイ西側、225丁目と228丁目の間

注）数字＋丁目に関してはマンハッタンの通りの一覧 を参照。

### ブロンクス区

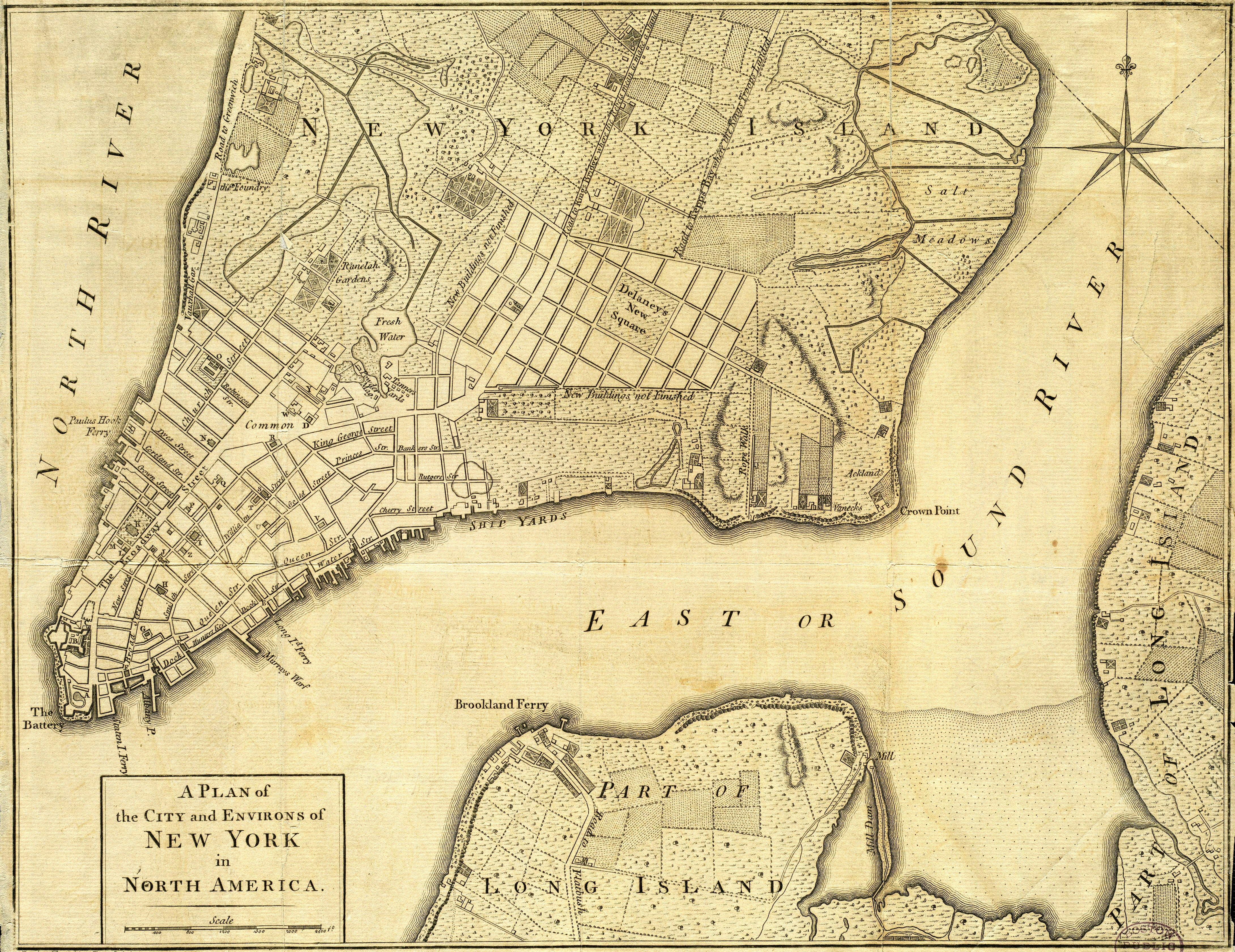
キングズブリッジへの道。ニューヨークと周辺の都市計画地図（1776年）

ウエストチェスター郡の南西部、現在のブロンクス区では、ボストン郵便道路がキングズブリッジ を逸れてすぐに東に向かい、オールバニ郵便道路(en)がオールバニに向けて北に続いている。それはウィリアムズブリッジ(en)でブロンクス川(en)を通過し、バシング・アベニューでブロンクス区を去ると、ウェストチェスター郡ではキングズブリッジ・ロードになっていく。以下は近現代の道路での詳細。
- キングズブリッジ・アベニュー - 230丁目 - ブロードウェイ - 231丁目
  - オールバニ郵便道路はオールバニ・クレセント（三日月状にカーブする道）で北へと続いた
- オールバニ・クレセント - キングスブリッジ・テラス - ヒース・アベニュー
- ジェローム・パーク貯水池(en)の向こうで途切れる
- ヴァン・コートランド・アベニュー
- ウィリアムズブリッジ貯水池(en)で途切れる
- 貯水池の場所 - ガン・ヒル・ロード(en)- ホワイト・プレーンズ・ロード(en)の南行きレーン
- 217丁目付近から231丁目付近まで途切れる
- バシング・アベニュー
- グレース・アベニューからド・レーマー・アベニューまで途切れる
- バシング・プレイス - バシング・アベニュー

### ウエストチェスター郡
- ペラム・マナー(en)
- ニューロシェル
- ラーチモント(en)
- ママロネック(en)
- ライ(en)
- ポート・チェスター(en)

ボストン郵便道路はキングズブリッジ・ロードでウェストチェスター郡に入り、サード・アベニュー-コロンバス・アベニュー（ニューヨーク州道Route 22）で北に曲がると、コロニアル・プレイスで分岐。もはや道路ではないサンドフォード大通り（シックスス・ストリート）の向こうへとそれは続き、ハッチンソン川パークウェイ(en)のインターチェンジでサンドフォード大通り - コロニアル・アベニューとぶつかりつつ、その丘の周りを東と南東に曲がっていった。その後はUS国道1号線と合流しながら、コロニアル・アベニュー - キングス・ハイウェイを東へと続いた。そこからコネチカット州境まで郵便道路はUS国道1号を基本的に使用した。ただし一部地域では以下の道を使った。
- ニューロシェルのダウンタウンを通るのに、US国道1号の南行き側 - ユグノー・ストリート
- ニューロシェルのダウンタウン北側で、旧ボストン郵便道路
- ママロネックのダウンタウン南側で、旧郵便道路 - オリエンタ・アベニュー
- ママロネックのダウンタウン北側で、ママロネック・アベニュー - プロスペクト・アベニュー - トンプキンズ・アベニュー
- ライでは、プレイランド・パークウェイ(en)が旧郵便道路

## アッパー郵便道路
アッパー郵便道路は3つのルートの中で最も往来があり、海岸から最も遠いため、河川横断が最少かつ最短である。またその人気に貢献した最高のタバーン（宿屋を兼ねた居酒屋）があると見なされていた 。
アッパー郵便道路はニューヘイブン (コネチカット州)からハートフォードまでの、US国道5号線の経路におおむね対応している。その経路は コネチカット州道Route159でハートフォードからスプリングフィールド (マサチューセッツ州)まで、US国道20号線でスプリングフィールドからウォーレン (マサチューセッツ州)まで（州道Route67を経由）、マサチューセッツ州道Route9でウォーレンからウースター (マサチューセッツ州)へ、 そして番号なしの道路（ウースターのリンカーンストリート、シュルーズベリーのメインストリート、ノースボロのウエスト・メインストリート）でノースボロ (マサチューセッツ州)へ、そしてUS国道20号線でノースボロからボストンに到着する。18世紀に建てられた一連の歴史的マイルストーンは、スプリングフィールドからボストンにかけてこのルートに沿って現存している。

### コネチカット州

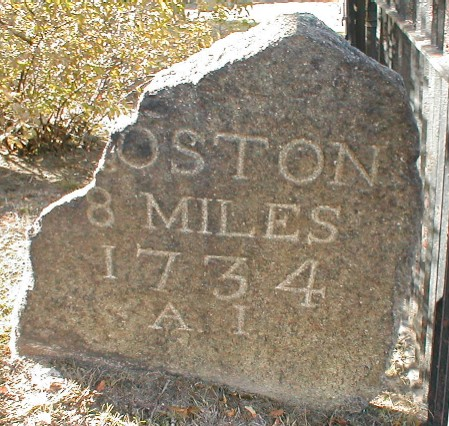
ケンブリッジ (マサチューセッツ州)のハーバード広場にある、アッパー郵便道路の8マイルストーン

ニューヘイブン
ウォリングフォード
バーリン(en)
ウェザーズフィールド(en)
ハートフォード
ウィンザー(en)
サフィールド(en)

### マサチューセッツ州
アガワム
スプリングフィールド
ウィルブラハム(en)
パーマー
ウォーレン(en)
ブルックフィールド(en)
イーストブルックフィールド(en)
スペンサー(en)
レスター(en)
ウースター
シュルーズベリー
ノースボロ(en)
マールボロ
サドベリー(en)
ウェイランド(en)
ウェストン(en)
ウォルサム
ウォータータウン
ケンブリッジ
ブルックライン
ロクスベリー
ボストン

## ロウアー郵便道路
ロウアー郵便道路はロードアイランド州までロングアイランド湾の海岸線に沿って進み、そこから北に曲がってプロビデンス (ロードアイランド州)を通ってボストンへ到着する。これが現在最も知られているルートである。 ロウアー郵便道路は、コネチカット州東部、ロードアイランド州、マサチューセッツ州のUS国道1号線の最初の経路におおむね対応している。

### コネチカット州
| グリニッジ スタンフォード ノーウォーク ダリエン(en) この道はダリエンの主要な大通りである。大半のビジネスは メトロノース鉄道のダリエン駅とノロトンハイツ駅の両方。 ウェストポート(en) フェアフィールド ブリッジポート この道路は1800年代におけるブリッジポートの歴史的人口の北限を示していた。1915年にイースト・メインストリートとUS国道1号（郵便道路）の交差点に置かれた銘板は、1678年に初めて使用された最初の米国郵便サービス道路を示したもの。この銘板は高さ2フィート(60cm)の石に据えられている。ストラトフォードにはまた別の東に下る道がある。 | ストラトフォード 1915年にエッジウッド・ストリートとUS国道1号（郵便道路）の交差点に置かれた銘板は、1678年に初めて使用された最初のアメリカ合衆国郵便サービス道路を示したもの。この銘板はバーナム・アヴェニュー1757正面にあるエッジウッド・ストリートの東50フィート(15ｍ)の地点にて高さ2フィート(60cm)の石に据えられている。 ミルフォード ニューヘイブン オールド・セイブルック(en) オールド・ライム(en)、この長く伸びた道路は国定歴史地区である ニューロンドン |

### ロードアイランド州
詳細は、ロードアイランド州のアメリカ国道1号線(en)を参照。ロードアイランド州道Route 1Aも参照。

### マサチューセッツ州
マサチューセッツ州では、ノーフォーク・ブリストル有料道路が、ポータケット (ロードアイランド州)とロクスベリー (マサチューセッツ州)間の直線道路として1803年に設立された。それは通過する多くの町でワシントン・ストリート(en)として知られている 。市街地を迂回するため、この道路の南半分はほとんど使用されなかった。 さらに、この有料道路の西側を現在のマサチューセッツ州道Route 1Aに沿ってよく使用される別のルートが通った。
サウスアトルボロ
この郵便道路は、サウスアトルボロの集落を通ってアトルボロの町のニューポート・アベニュー(Route 1A)でマサチューセッツ州に入った。それはニューポート・アベニューで州道Route123に沿って北東へと続き、ノースアトルボロに入るため北に（ニューポート・アベニューに留まるものと）分岐している。
ノースアトルボロ
ノースアトルボロ中心部の南にある古い道路は、旧郵便道路として知られている。この古い道路は、州道Route120との交差点のすぐ南にある有料道路（現:US国道1号）を通過し、交差点の北にある有料道路と合流する前に小さなカーブを作っていた。このカーブ経路は現在無くなったため、交通にはUS国道1号線を使う必要がある。さらに、US国道1号線は州道Route120の交差点で有料道路を出て、イースト・ワシントン・ストリートでノースアトルボロ中心部を迂回する。
ロウアー郵便道路はワシントン・ストリートでノースアトルボロ・センターを通り抜け、後に有料道路の一部として使用された。もう1つの短い曲がった経路は中心部北側のワシントン・ストリートの西にまだ存在しており、現在は「パーク・ストリート」と呼ばれている。このすぐ北で、このルートはテンマイル川(en)を渡り、次にUS国道1号と州道Route1Aとの複雑な五叉路に入る。真っ直ぐ続くUS国道1号は古い有料道路で、右へ行くUS国道1号は1930年代に建造された。郵便道路は右折してエルムウッド・ストリートへと向かった。プレインビル(en)の中心を通って州道Route1Aに左に分岐するものは、ボストンへの代替ルートだった。
エルムウッド・ストリートはプレインビルの町に入り、そこでメッセンジャー・ストリートになる。この道路は州道Route106と合流してウィルキンズ交差点で州道Route152を渡り、フォックスボロ (マサチューセッツ州)に入る。
シャロン(en)
シャロンの町からイーストウォルポール(en)へと入る道は旧郵便道路として知られており、それはプレザント・ストリートとして北にノーウッドまで続いている。
イーストウォルポール（ウォルポール(en)の一部)
ノーウッド(en)
ノーウッドでは、郵便道路の最も古い経路がプレザント・ストリートとの交差点までネポンセット・ストリートを南へと続いた。より新しいルートはワシントン・ストリートをたどってノーウッドの中心部を通り、ウォルポール方面に南へと向かった。
イズリントン（ウェストウッド(en)の一部）
郵便道路はイースト・ストリートからワシントン・ストリートに入り、ノーウッド方面に南へと向かった。
デダム
デダムでは、この道路は現代のロウアー・イースト・ストリートをたどってボストンへと北に向かった。ここで郵便道路は分かれて、最古のルート（1704年以前）はデダムの村中心部の南にあるワシントン・ストリート（州道Route 1A）にぶつかるまで、古い湿地帯の周りで弧を描くイースト・ストリートをたどっていく。
新しい道路（1744年までに使用中）はハイ・ストリートからコート・ストリートへまで進むと、ハイランド・ストリートおよびエルム・ストリートに沿って南に続き、州間高速道路95号線(en)の南のイースト・ストリートに再合流する。
ロクスベリー
ロクスベリーで、その道路はロクスベリー・ストリートを下って、現在のジャクソン・スクエアMBTA駅の場所にあった橋でストーニー・ブルックを超えつつ、フォート・ヒルの端を回る現在のセンター・ストリートをたどった。この道はセンター・ストリートを南下して現在のハイド・スクエアおよびジャマイカ・プレイン(en)を通り、デダムまで南に続いた。
ボストン
この植民地都市では、道路は18世紀の地方自治の中心地である旧州会議事堂 (ボストン)(en)から始まった。かつてはコーンヒル、オレンジ、ニューベリー・ストリートなどと呼ばれたが、現在はワシントン・ストリートとなり、ボストンネックからロクスベリーの村に向かって南へ走っている。

## ミドル郵便道路
ミドル郵便道路はルートの中で最短にして最速かつ歴史の最も浅いものである。ハートフォードから、大規模な先住民インディアンが住む地域イースタン・アッパーハイランドの中を通った。1675年のフィリップ王戦争の間、これら地域への立ち入りは入植者にとってしばしば危険であった。戦争の終結および植民地時代の郵便制度の確立までこの地域に居住が始まることはなく、それでミドル郵便道路が最速ルートとして確立された。コネチカット州の他地域とは対照的にこの地域は過疎のままであり、したがって当初の郵便道路の一部がさまざまな経緯から保存されている。それはハートフォードのアッパー郵便道路から分岐して、最初は現在の国道44号線 (アメリカ合衆国)におおむね沿ってボルトンノッチを通り、マンスフィールド (マサチューセッツ州)の交差点に向かっていく。マンスフィールドから、アシュフォード、ポムフレットを通り抜けて、トンプソン・ロードに沿ってトンプソン(en)の町を経由してマサチューセッツに向かった。マサチューセッツ州で、ミドル郵便道路は近代的な州道Route16の区間に沿ってメンダン(en)へ、それからベリンハム(en)を通り、さらに州道Route109を経由してメドウェイ(en)からデダムへと行き、そこでボストンへ向かうロウアー郵便道路（旧US国道1号）に合流する。

### コネチカット州
ハートフォード
旧州会議事堂から始まるその道路はコネチカット川を渡り、そこは現在ファウンダーズ・ブリッジ(en)があるだけだが、最初はフェリーで後に橋となった。1783年まで、ハートフォードの東側境界には現在のイーストハートフォードとマンチェスターが含まれていたことは注目に値する。
イーストハートフォード
その道路はハートフォードからファウンダーズ・ブリッジのルートを経由するが、この地域は後に巨大な高速道路のインターチェンジへと開発が進み、そのため歴史的道路の多くが破壊された。コネチカットの歴史初期、イーストハートフォードは個人所有されていた。ルートの残りは、マンチェスターのミドル・ターンパイク・イースト（中央東の有料道路）に接続する州間高速道路84号線(en)や州道Route6の道である。
マンチェスター
マンチェスターは1783年までハートフォードの一部だったため、この地域は集落と現在の自治区で構成されていた。 郵便道路はマンチェスター中心部を通って現在のミドルターンパイク・イーストに沿ってたどることができる。後にマンチェスター・グリーンを通過し、そこで郵便道路は州道Route6と再接続され、そして初めてUS国道44号線とつながった。マンチェスターを出てボルトンに入る直前に、郵便道路はUS国道44号からミドルターンパイク・イーストへと分岐する（マンチェスターとボルトン間の44号線の箇所は「ニュー・ボルトン・ロード」として知られている）。
ボルトン(en)
ボルトンは、平坦でのどかなコネチカット川渓谷と丘陵で不穏なイースタン・アッパー・ハイランドの間の境界だったので、郵便道路において独特な役割を果たしている。ミドルターンパイク・イーストでボルトンに入ると、旅行者は分岐点に遭遇して、ボルトン・センター・ストリート（後のセンター・ストリート）を南東に進んでボルトンの集落に行くか、またはUS国道44号と再接続するためミドルターンパイク・イーストに留まり、ボルトンノッチを通ってモヒガン・インディアン・トレイルを東に向かう、尾根の自然な窪みは劇的に通過を早め、2つの地質学的景観の間の境界として役に立った。ボルトン入植地の中には、アメリカ独立戦争の間に入植地で野営していたロシャンボー将軍部隊の職員を収容していたことで注目に値する、ホワイト居酒屋(White's Tavern)があった。 ボルトンを出るために、ボルトンノッチすぐ外側のUS国道44号に達するまでノッチ・ロードを北に向かって進む。その後US国道44号がコベントリーにつながる。
コベントリー(en)
ボルトンとマンスフィールド間で、その道路は完全に現在のUS国道44号に沿ってノースコベントリー自治区を通過し、それはボストン有料道路として地元で知られていた。ウィリマンティック川(en)（とマンスフィールドの境界）沿いにブリガム居酒屋(Brigham Tavern)があり、そこはアメリカ独立戦争の頃にジョージ・ワシントンを収容したという区別がある。この銘板はブリガム居酒屋（現在は私邸となっている）の前で見ることが可能である。
マンスフィールド(en)
コベントリーと同様に、郵便道路は現在のUS国道44号の経路をたどる。コベントリーからウィリマンティック川を渡った後、その道はマンスフィールド交差点を通ってアシュフォードに向かう。
アシュフォード(en)
その道はマンスフィールドからUS国道44号でつながり、アシュフォード自治区を通って直進する。 しかし、それはフェニックスビル(en)で止まり、そこから州道Route198でイーストフォード目指して北に向かう。ただしイーストフォード到着前に、それは直接ポムフレットに向かう州道Route 244（ブライアン・ホロウ・ロード）で右折する。
ポムフレット(en)
ポムフレットの中心で、Route244は東へ曲がってUS国道44号に入る。郵便道路は、州道Route169がある交差点のすぐ後にアレン・ロードへと左に曲り、すぐにフリードリー・ロードと合流する。この道はその後ウッドストックへと北東に向かう。
ウッドストック(en)
郵便道路はパットナムに入る前に、トリップ・ロードにあるハリスビルという町の区間を少し通過する。
パットナム
パットナムに入ってすぐ、道路は州道Route171を渡ってウェストトンプソン・ロードに入り、トンプソンに向かう。
トンプソン(en)
ほどなく郵便道路はウェストトンプソン・ダムを通過する。 その道はかつてクワインバーグ川(en)を制御するために故意に冠水させたウェストトンプソン村を通っていた。ウェストトンプソン湖の水位が十分低くなった時は、元来の郵便道路がダムから見られる。ダムを過ぎると、道は州道Route193に変わり、トンプソン・ヒル歴史地区を通り抜ける。 北東に続く道は分岐で右折してイーストトンプソン・ロードに入り、マサチューセッツ州の州線まで道が続く。

### マサチューセッツ州
ダグラス(en)
マサチューセッツ州線を渡ると南西メイン・ストリートとしてダグラスの町に入る。この区間はダグラス州立森林公園(en)を通過し、現在でも公道として使用されているルートの中で最も遠隔地となるひとつである。ここの1マイル(1.6km)区間は2002年まで未舗装だった。ダグラスの中心部で、郵便道路はマサチューセッツ州道Route16をたどってイーストダグラスへと東に向かう。州道Route16が南に曲がる地点で、郵便道路は北東メイン・ストリートとして東へ続き、それはアクスブリッジの町道(town line)につながる。 フランスのラファイエット将軍はワシントンと共闘するためにこの道を往来し、アメリカ独立戦争中にダグラスに立ち寄った。
アクスブリッジ

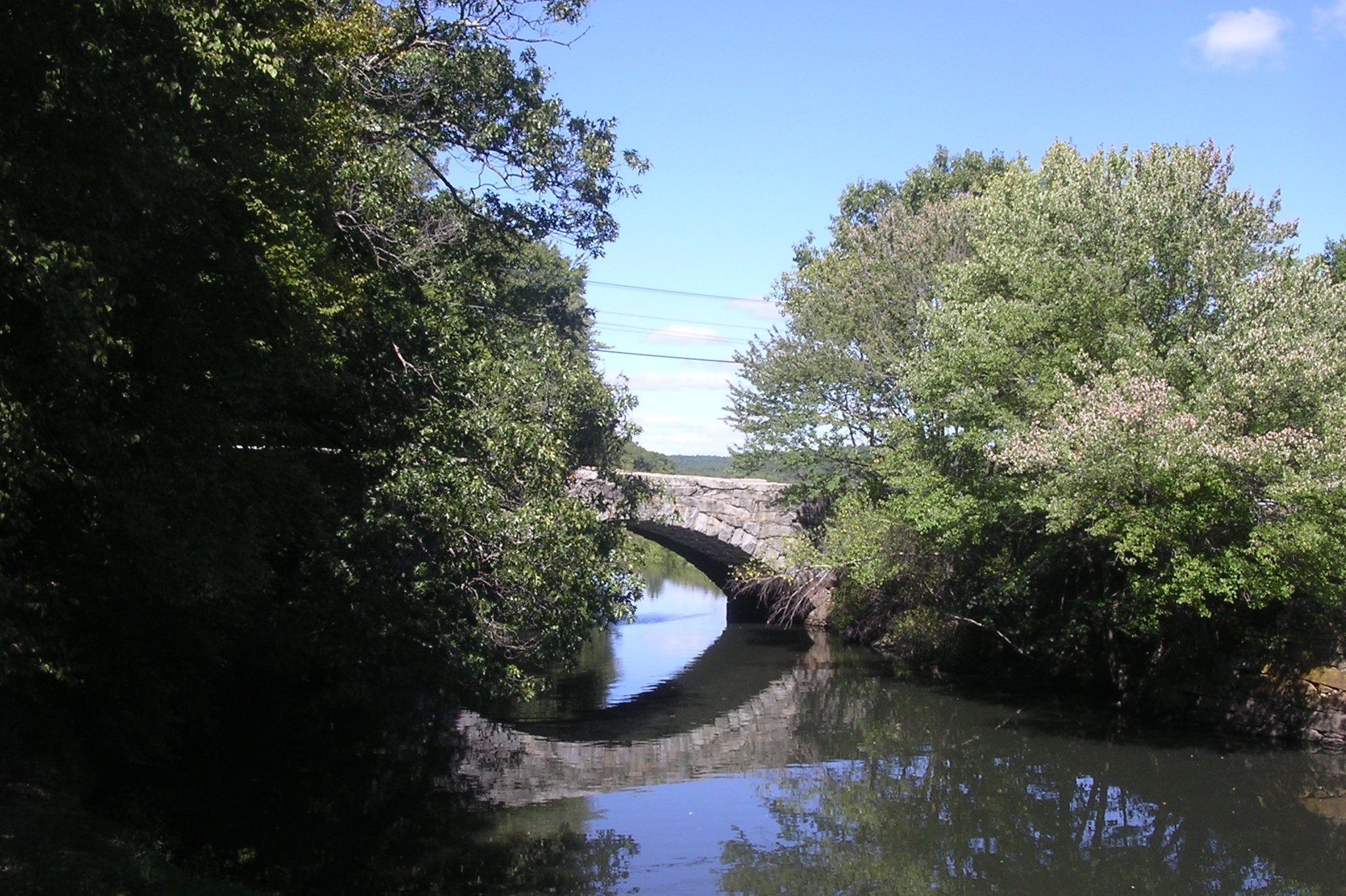
アクスブリッジ (マサチューセッツ州)ある石造りのアーチ橋

アクスブリッジに入ると、道路の名前がハートフォード・アベニューに変わる。 ハートフォード・アベニューは街を横断する主要道路で、その全長が郵便道路の経路になっている。 ダグラス町道からマサチューセッツ州道Route122の交差点までは、ハートフォード・アベニュー・ウエストとして知られており、 州道Route122からメンダン町道まではハートフォード・アベニュー・イーストとして知られている。ブラックストーン運河に架かるオリジナルの石造りのアーチ橋は、現在も使用されている。 石造りアーチ橋の近くに南北戦争の野営地があり、その道はフレンチ・インディアン戦争中は軍隊に使用され、米英戦争中は補給路として使用された。ジョージ・ワシントンは、1775年にボストンで大陸軍 (アメリカ)を指揮した時や、1789年にニューイングランドを就任後歴訪した時など、この道路を往来する際に何度もここで停車した。
メンダン(en)
郵便道路はハートフォード・アベニュー・ウエストとしてアクスブリッジからこの町に入る。それは州道Route16をたどり、それは郵便道路のルートに従ってメープル・ストリートへ東に約1.5マイル(2.4km)向かい、それはメンダンの町の中心部への経路をたどる。そこからは、この郵便道路は村の外側南のプロビデンス-ウスターの郵便道路をたどった。この区画はプロビデンス・ストリートの一部である。町の中心の南約1マイル(1.6km)で道は分岐。郵便道路は東に進み、現在はハートフォード・アベニュー・イーストとして知られている。 この道路はベリンハムの町道まで元来の郵便道路のルートをたどる。 歴史的な37マイルストーンは今でもこのルートに沿って置かれている。
ベリンハム(en)
郵便道路はメンダンからハートフォード・アベニューとして入る。 マサチューセッツ州道Route126は、州間高速道路495号線を渡る少し手前でこの道路に合流する。州道Route126は郵便道路のルートをたどってメドウェイの町道への道の余りまで続く。
メドウェイ(en)
メンダンからの当初の郵便道路は、ビレッジ・ストリートをたどってメドウェイを通り抜け、チャールズ川付近のメドウェイ村の居酒屋および宿屋へと進む。郵便道路はミリス（1885年までメドウェイの一部）を通って現在のビレッジ・ストリートをたどった。19世紀初頭、ハートフォード＆デダム有料道路が建設され（現在は州道Route109）、グレート・ブラック・スワンプ(en)を通って建設された直線ルートで、町中心部の大きな丘を上った。
ミリス(en)
ミリスにおける当初の郵便道路はメッドウェイからビレッジ・ストリートに続いて、現在の州道Route109を横断し、現在のドーヴァー・ロードに従ってチャールズ川に架かる一連の橋がメドフィールドへにつながる場所へと向かった。1806年から1810年にかけて、ハートフォード・デダム有料道路が建設され（現在は州道Route109）、メドフィールドの町境でチャールズ川を超え、グレート・ブラック・スワンプを通る土手道を建設しようとする計画はほとんど潰れた。
メドフィールド(en)
デダム
アッパー郵便道路（US国道20号）もウェストンを通り、ギフォード・スクール(en)に直接つながる。

## 大衆文化
- 『死のロングウォーク』-1979年にスティーブン・キングがリチャード・バックマン(Richard Bachman)という仮名で、ペーパーバックの本として出版した小説は、おおむねボストン郵便道路を辿ってそれを超えて延びるルートに沿った、過酷なウォーキングコンテストの競技者を中心に展開していく。
- 1957年の『アイ・ラブ・ルーシー』のエピソードで、ルーシーはウェストポート (en)にあるリカードの家で芝刈りをしていると乗用芝刈り機の制御が利かなくなり、それに乗ってボストン郵便道路を「通行方向に逆らって1マイル半」下ってしまったと後に説明する。